# Игоревская улица
И́горевская у́лица — улица в Подольском районе города Киева. Пролегает от улицы Боричев Ток до Набережно-Крещатицкой улицы.
К Игоревской улице примыкают улицы Петра Сагайдачного и Братская.
Протяжённость 360 м.

## История
Игоревская улица является одной из древних улиц Киева. После пожара на Подоле 1811 года улица была выпрямлена и заново застроена. Имела название Миха́йловский переу́лок (от Михайловского монастыря, к которому тянулась дорога от Игоревской улицы). Современное название дано в честь князя Игоря Рюриковича — с 1869 года.

## Памятники архитектуры
- здание № 7 — жилой дом конца XIX столетия в стиле неоренессанс. Архитектор В. Николаев.
- здание № 9/1 — жилой дом в стиле ренессанс (1893 год). Архитектор В. Николаев.
- здание № 11/2 — жилой дом в стиле классицизм (середина XIX века).
- здание № 12 — жилой дом, гостиница в стиле классицизм (1843). Реконструирован в 1873 году архитектором Беркутовым.

## Памятники и мемориальные доски
- дом № 9/1 — мемориальная доска в честь Викентия Хвойки (1850—1914), который жил в этом здании в 1898—1914 годах. Открыта в 1967 году; архитектор М. М. Говденко.

## Улица Игоревская в искусстве
В фильме «За двумя зайцами» главная героиня, Проня Прокоповна, обучается в пансионе, расположенном на Игоревской улице (современное здание № 13/5). В фильме можно увидеть, как выглядела улица в 1950-х годах.

## Транспорт
- Станция метро «Почтовая площадь»
- Автобус 62
- Трамвайная линия существовала до 2011 года

## Почтовый индекс
04070

## Географические координаты
координаты начала 50°27′34″ с. ш. 30°31′18″ в. д.
координаты конца 50°27′41″ с. ш. 30°31′32″ в. д.